# Yağca, Döşemealtı
Yağca là một xã thuộc huyện Döşemealtı, tỉnh Antalya, Thổ Nhĩ Kỳ. Dân số thời điểm năm 2011 là 1.133 người.